# تاودموت
تاودموت (به عربی: تاودموت) یک شهرداری در الجزایر است که در استان سیدی بلعباس واقع شده‌است.